# Lista najwyższych budynków w Phoenix
Phoenix jest miastem w USA, stolicą stanu Arizona. Znajduje się tu niewiele, jak na tak duże amerykańskie miasto, wysokich budynków. Obecnie ponad 100 metrów wysokości ma tu 17 z nich. W trakcie budowy znajduje się jeden budynek przekraczający 100 m. Władze zaaprobowały także wiele innych projektów, których budowa ma zostać rozpoczęta w najbliższych latach. 

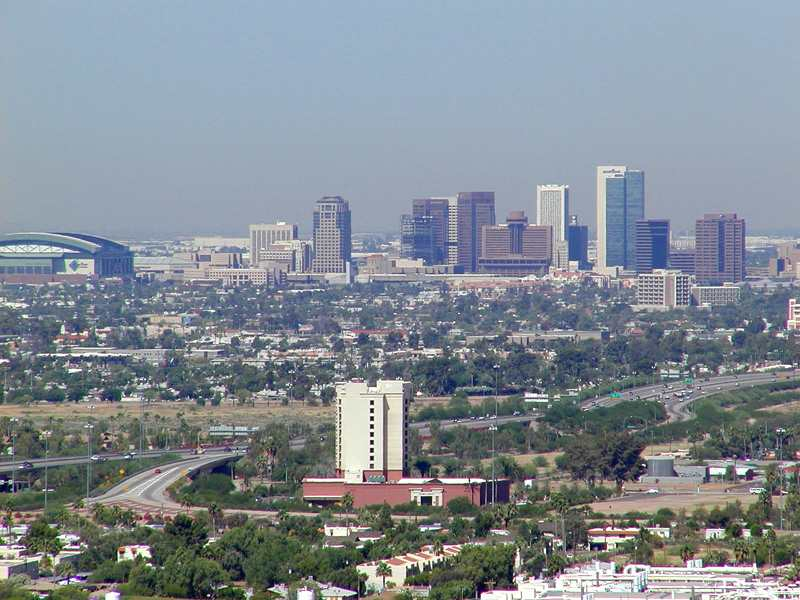
Panorama Phoenix

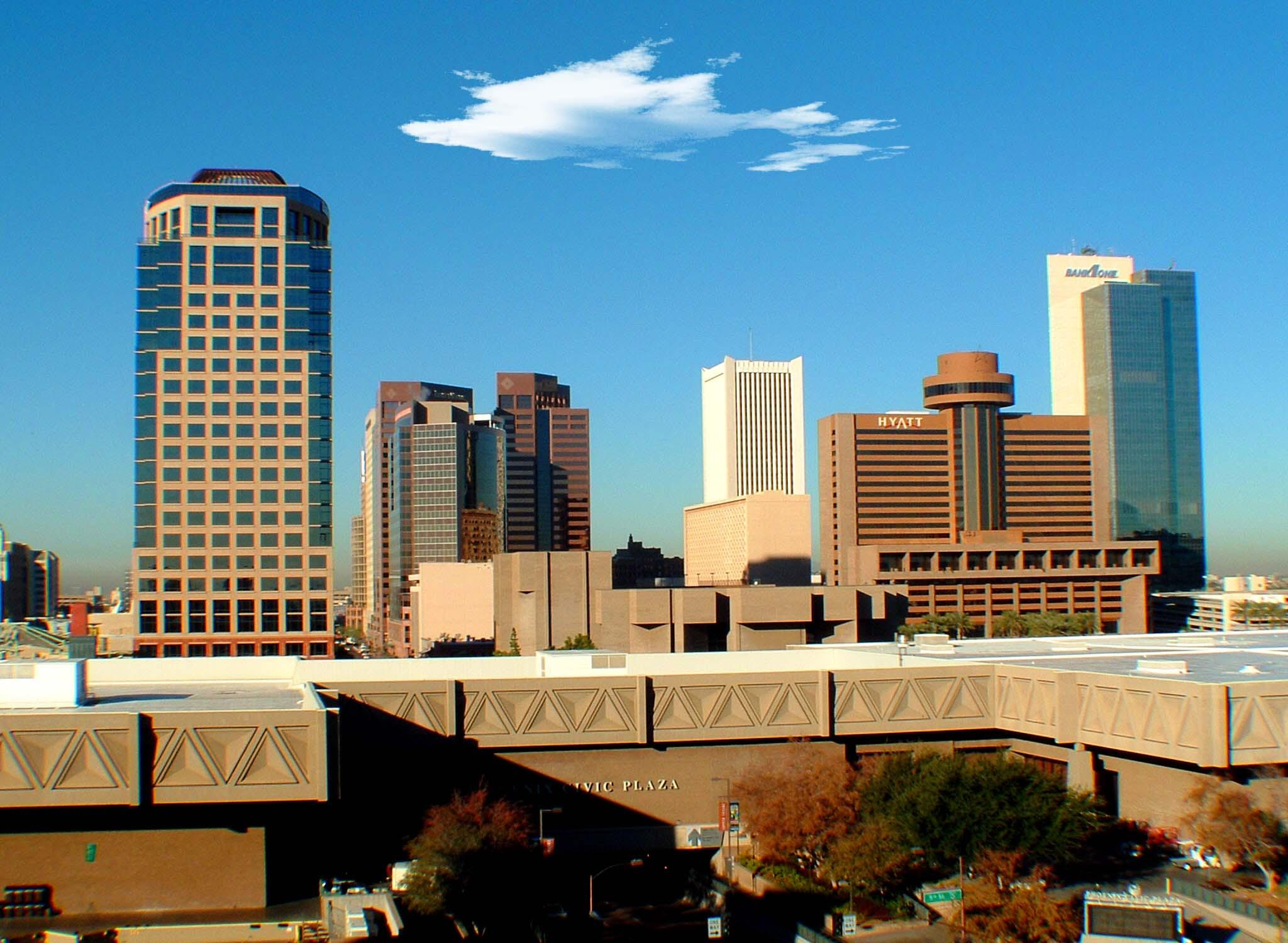
Centrum miasta

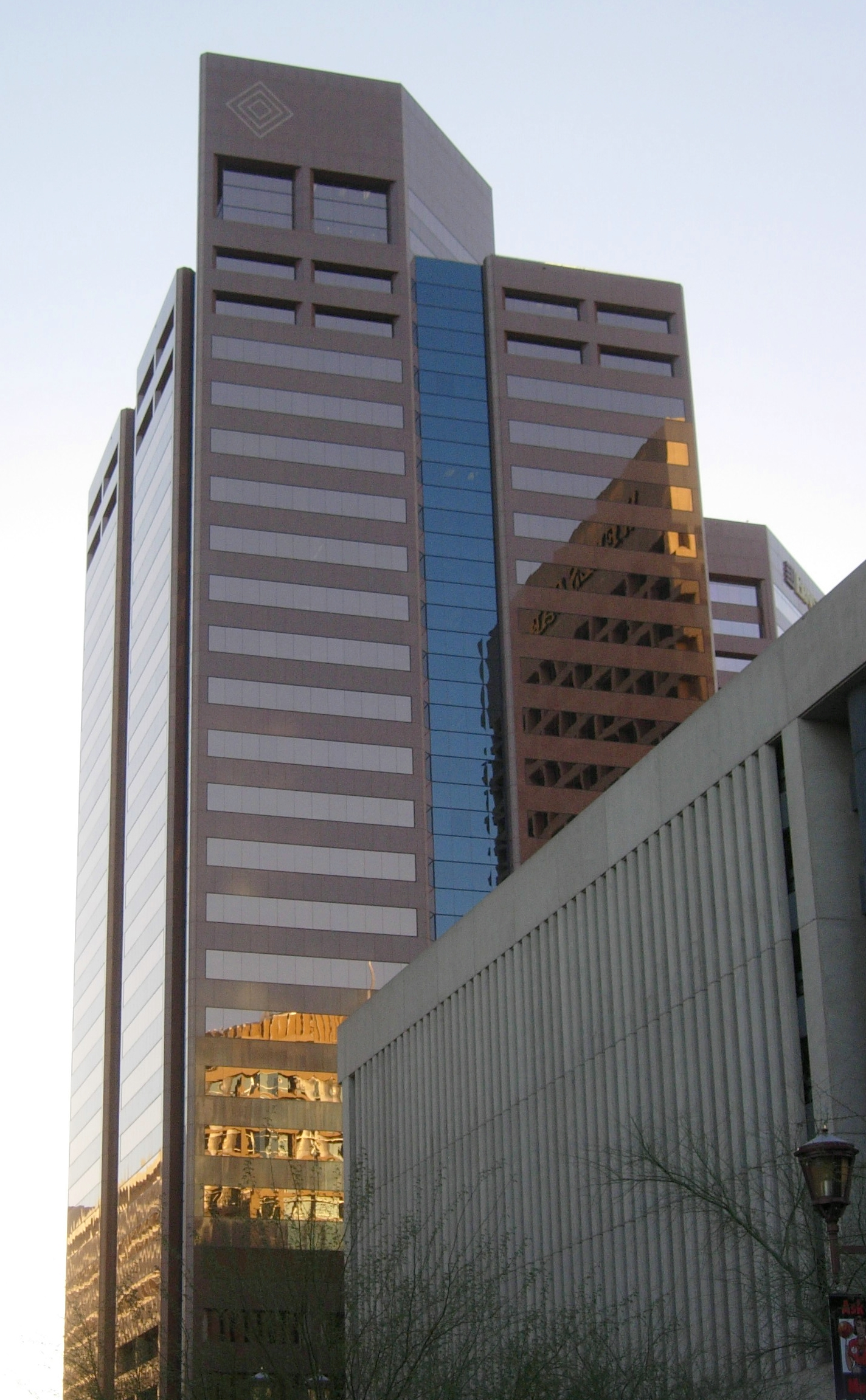

## Lista budynków mierzących powyżej 100 m wysokości
| ranking | budynek                   | wysokość strukturalna | liczba pięter | rok budowy |
| 1.      | Chase Tower               | 147 m                 | 40            | 1972       |
| 2.      | US Bank Center            | 124 m                 | 31            | 1976       |
| 3.      | Century Link Tower        | 121 m                 | 25            | 1989       |
| 4.      | CityScape Office Tower    | 117 m                 | 27            | 2010       |
| 5.      | 44 Monroe                 | 116 m                 | 34            | 2008       |
| 6.      | BMO Tower                 | 114 m                 | 24            | 1991       |
| 7.      | Two Renaissance Square    | 113 m                 | 28            | 1990       |
| 7.      | 100 West Washington       | 113 m                 | 26            | 1971       |
| 8.      | Phoenix City Hall         | 112 m                 | 20            | 1994       |
| 9.      | Sheraton Phoenix Downtown | 110 m                 | 31            | 2008       |
| 9.      | Bank of America Tower     | 110 m                 | 23            | 2000       |
| 10.     | 3300 Tower                | 109 m                 | 29            | 1980       |